# Bahnhof Oberursel (Taunus)
Der Bahnhof Oberursel (Taunus) liegt an der Bahnstrecke Frankfurt–Friedrichsdorf in der Stadt Oberursel (Taunus). Er wird heute von der S-Bahn-Linie S5 der S-Bahn Rhein-Main und (in den Hauptverkehrszeiten) der Regionalbahn RB15 der Regionalverkehre Start Deutschland GmbH (start) angefahren. Die im östlichen Teil der Stadt gelegene Bahnanlage wurde bei Streckenkilometer 15,3 auf 189,1 m ü. NN errichtet.
Vom Bahnhof ging auch die ehemalige Gebirgsbahn zur Hohemark aus, die heute Teil der U-Bahn-Linie U3 ist. Die Umsteigestation zur U-Bahn vor dem Bahnhof, die dort den Namen Oberursel Bahnhof trägt, wird in RMV-Plänen nur als Oberursel bezeichnet.
2013 wurde der Bahnhof zum Kleinstadt-Bahnhof des Jahres gewählt.

## Geschichte

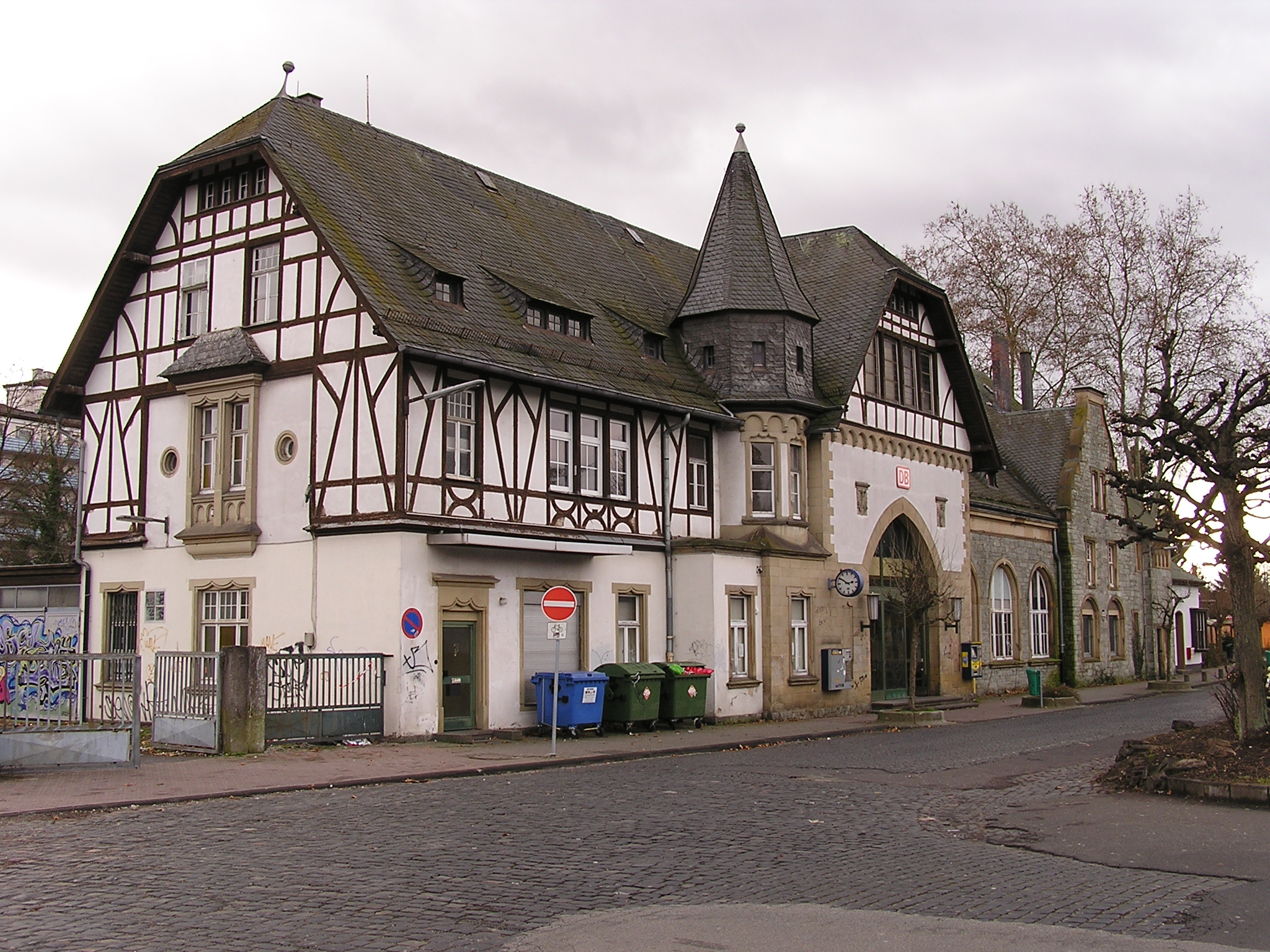
Empfangsgebäude von der Straßenseite (2008)

Als Ersatz für die seit 1850 teils über Oberursel verkehrende Pferdeomnibuslinie wurde nach mehreren gescheiterten Versuchen 1860 die damalige Homburger Bahn eröffnet, die von Frankfurt ins namensgebende Bad Homburg führte. An dieser Strecke erhielt Oberursel einen Bahnhof. Das Empfangsgebäude stand zunächst westlich des Bahnüberganges der Frankfurter Landstraße. Später wurde das heute noch vorhandene Empfangsgebäude östlich der Straße errichtet.
1901 wurde die Strecke Friedberg–Friedrichsdorf in Betrieb genommen. Sie brachte einen Vorteil, da zwecks Kapazitätssteigerung und auf persönlichen Wunsch des Kaisers die gesamte Trasse von Frankfurt über Friedrichsdorf bis Friedberg in den Jahren von 1907 bis 1910 zweigleisig ausgebaut wurde.
Noch im Jahr 1899 wurde die normalspurige Gebirgsbahn zur Hohemark eröffnet, die mit Dampfloks dem Güter- und Personenverkehr diente. Im östlichen Bahnhofsteil wurde ein Übergang zur Homburger Bahn hergestellt. 1910 folgte die Kleinbahnstrecke von Heddernheim, die die Gebirgsbahn mit dem Frankfurter Straßenbahnnetz verknüpfte.

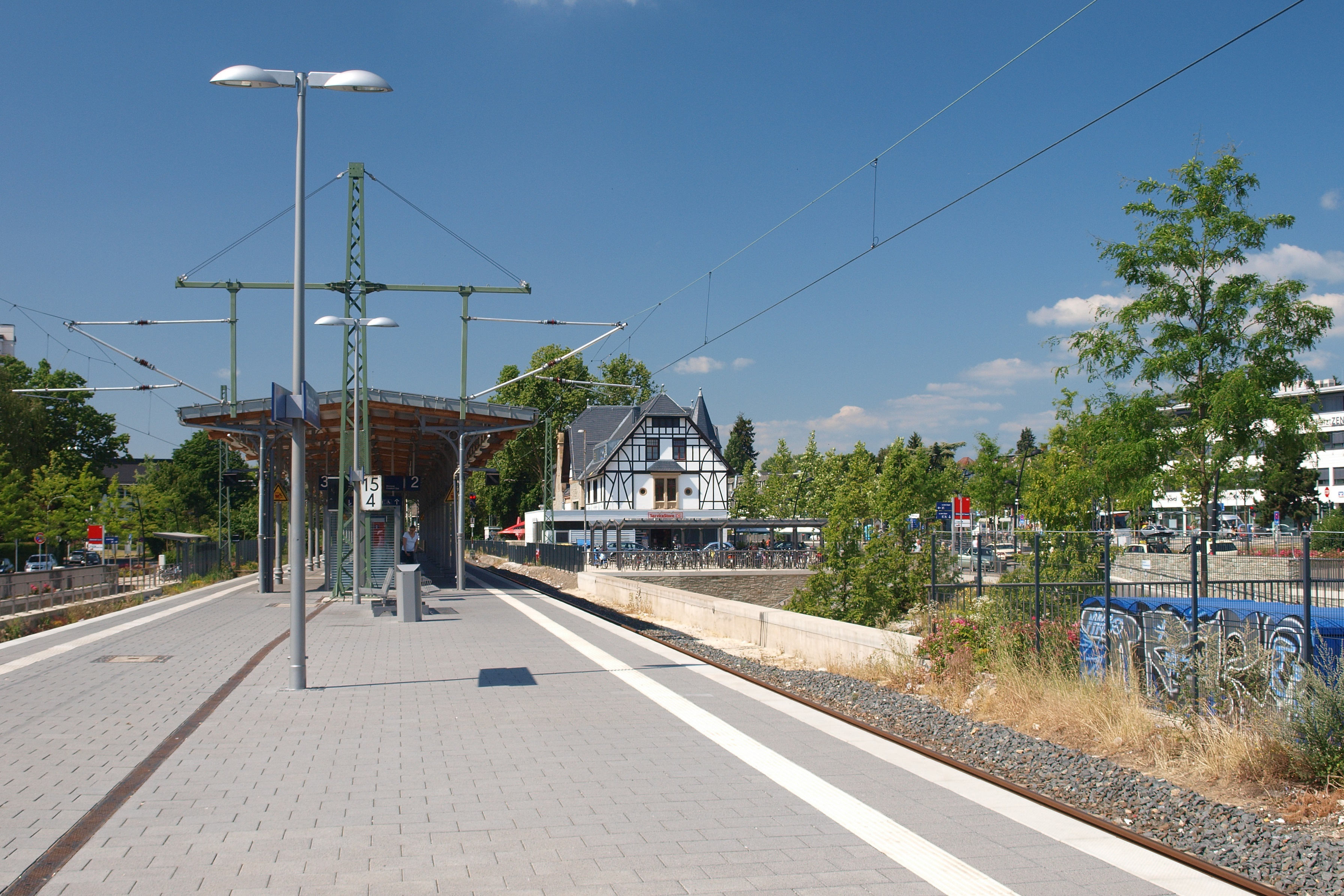
Inselbahnsteig und Empfangsgebäude

Ab 1968 wurde die Linie von Frankfurt zur Hohemark als U-Straßenbahn mit der Nummer 24 betrieben, später als A3. Ab 1978 hielten die Züge in Oberursel als U-Bahn-Linie U3. Für die U-Bahn wurde die ursprünglich eingleisige Strecke zweigleisig ausgebaut, wodurch Oberursel als Bahnhof an Bedeutung verlor und dafür eine Wendeanlage errichtet wurde. Der Übergang zur Homburger Bahn wurde weiterhin genutzt, etwa zur Anlieferung der ersten Serie von U-Bahn-Fahrzeugen vom Typ U2. Diese rollten zunächst auf eigenen Achsen, nach einer Entgleisung auf einer Weiche wurden sie auf Flachwagen angeliefert. Gezogen wurden die Güterzüge von Dampfloks der Baureihe 50.
Am 27. September 1970 wurde die Strecke über Oberursel und Bad Homburg bis Friedrichsdorf elektrifiziert. Sieben Jahre später, am 8. Mai 1977, wurde zudem in Bad Homburg ein Relaisstellwerk errichtet, das den Bereich ab Weißkirchen kontrolliert. Dadurch wurden das Fahrdienstleiterstellwerk an der Ostseite des Bahnhofs, der Schrankenposten am Gattenhöferweg und der Weichen-/Schrankenwärter an der Frankfurter Landstraße überflüssig. 1974 begann mit der Aufnahme in den Frankfurter Verkehrsverbund (FVV) ein S-Bahn-ähnlicher Vorlaufbetrieb vom Frankfurter Hauptbahnhof unter der Linienbezeichnung R5. Damit war der Grundstein für den 1978 beginnenden, unter der noch heute erhaltenen Linienbezeichnung S5 laufenden S-Bahn-Betrieb gelegt. Seit dem Eintritt in den FVV 1993 fahren auch Züge von und nach Grävenwiesbach bis Frankfurt Hauptbahnhof. Diese halten in Oberursel, nicht aber in Stierstadt und Weißkirchen.
Zum Hessentag 2011 sollte das Bahnhofsgelände ursprünglich weiträumig umgebaut werden. Die U-Bahn-Gleise sollten dabei auf die andere Seite des Empfangsgebäudes – zur Homburger Bahn – verlegt werden, um ein bahnsteiggleiches Umsteigen zu ermöglichen. Wenige fehlende Zentimeter im Lichtraumprofil verhinderten dies jedoch. Deshalb wurde wegen der ansonsten hohen Kosten nur eine einfache Lösung umgesetzt. Sie sah vor, die Bahnsteige des U-Bahnhofs barrierefrei umzubauen und den Platz vor dem Empfangsgebäude auf der Straßenseite umzugestalten, was auch verwirklicht wurde.
In 2013 wurde dem Bahnhof Oberursel von der Allianz pro Schiene der Titel Bahnhof des Jahres verliehen.

## Heutige Situation

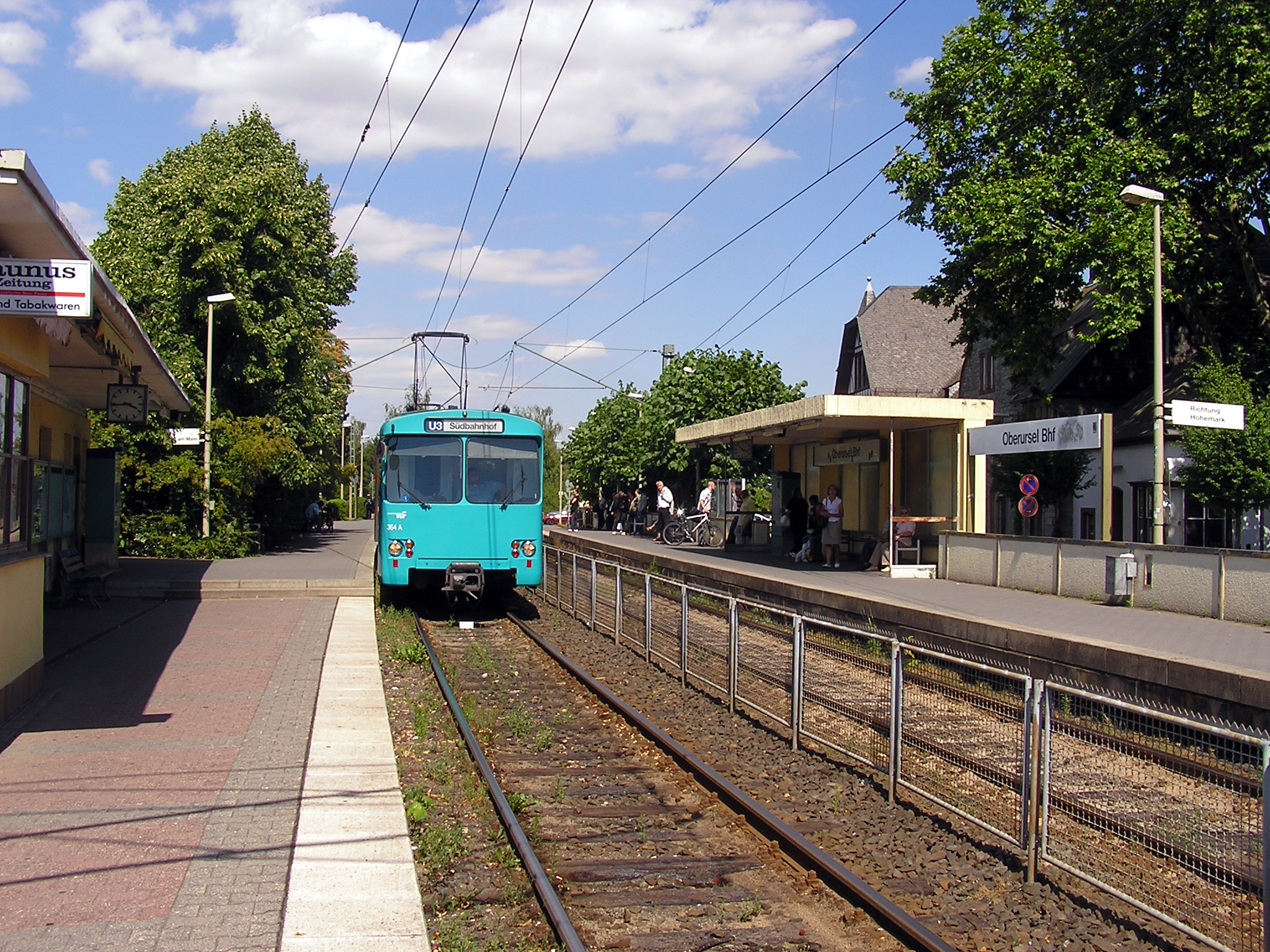
U-Bahnhof Oberursel Bhf vor dem Umbau

### Gebäude und Anlagen
Von den ursprünglich vielen Gebäuden sind heute nur noch zwei vorhanden: das frühere Weichenwärtergebäude und das Empfangsgebäude. Einziger Zugang zum Inselbahnsteig war bis zum Hessentag 2011 eine Unterführung, die direkt in der Halle des Empfangsgebäudes endete. Neben dem zeitweise von Pfadfindern genutzten Anbau befand sich dort ein Kiosk. Nach Abschluss der Umbauarbeiten wurde ein neuer, barrierefreier Zugang geschaffen.
Im Empfangsgebäude wurde im Mai 2012 ein Restaurant mit den Namen H-Lounge eröffnet (als ursprünglicher Name war wegen des Einrichtungsstils Hemingway-Lounge geplant. Wegen Klagen musste der Name jedoch geändert werden), ein Anbau beherbergt einen DB ServiceStore mit Fahrkartenverkauf.

### Gleise

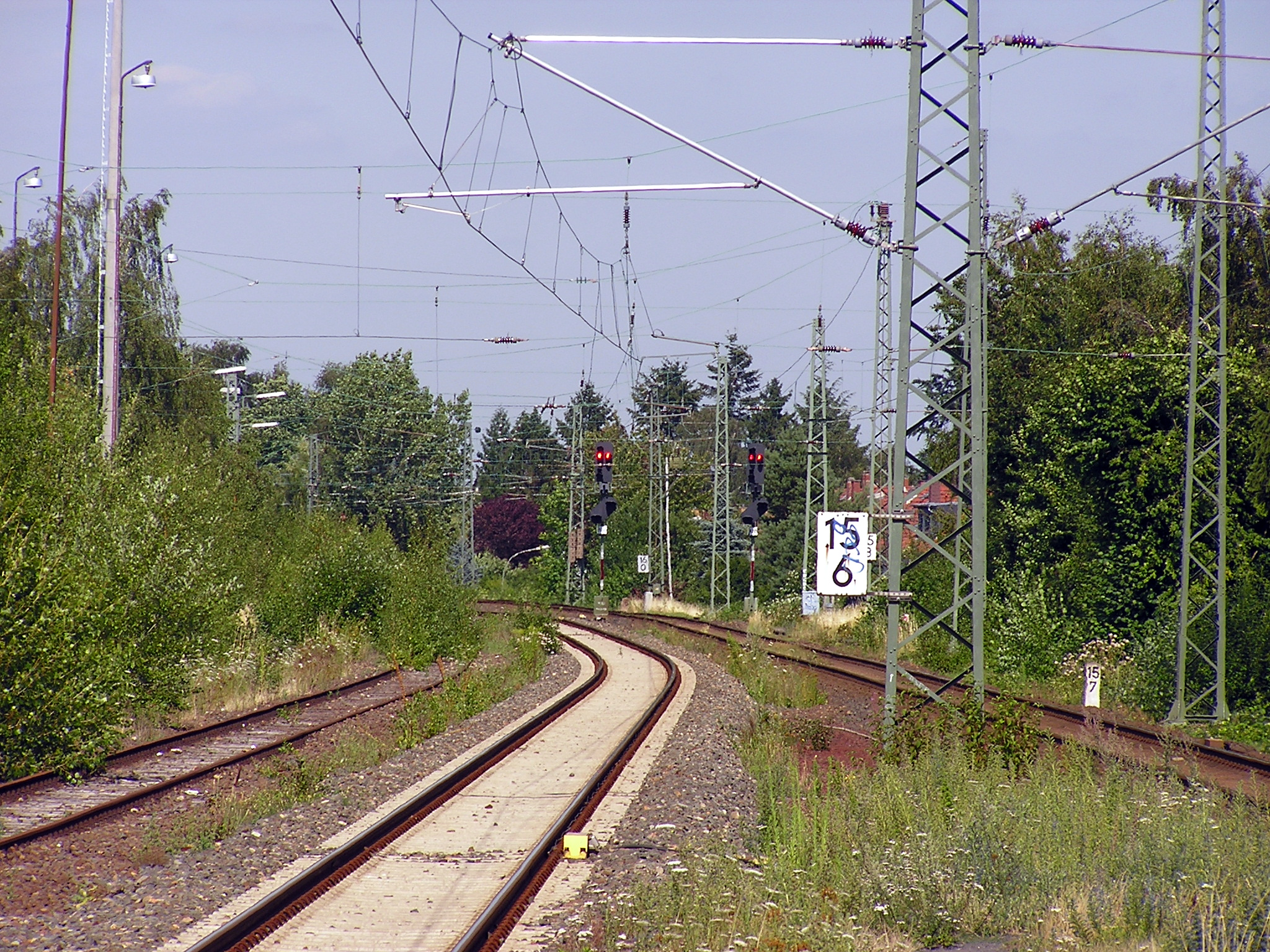
Nördliche Ausfahrt

Der Oberurseler Bahnhof an der Homburger Bahn besteht heute nur noch aus den zwei Streckengleisen mit Inselbahnsteig und zwei Gleiswechseln. Die Gleise im weitläufigen Güterbereich waren bis zum Hessentag 2011 noch vorhanden, aber nicht mehr angeschlossen und größtenteils überwachsen. Auch der Übergang zum U-Bahn-Netz war schon länger durch einen GSM-R-Sendemast unterbrochen. Auf dem Bereich zwischen dem Verladekran und dem Empfangsgebäude wurden bei einer spontanen Zählung 200 verschiedene Pflanzenarten registriert. Seit dem Hessentag liegt das Gelände wieder brach, auf Teilen befindet sich ein Park-and-Ride-Parkplatz.
Der U-Bahnhof liegt ebenerdig straßenseitig vor dem Empfangsgebäude, er besteht aus einem zweigleisigen Haltepunkt mit sich anschließender Wende- und Abstellanlage, vor der die Strecke zur Hohemark von den parallel zur Homburger Bahn verlaufenden Gleisen abzweigt. Die Wendeanlage war einst Teil eines Gleisdreiecks. Sie wurde planmäßig von den zusätzlichen nur bis Oberursel Bahnhof fahrenden Zügen genutzt. Seit deren Einstellung im Jahr 2011 wird sie nur noch für wenige planmäßige Fahrten und als Reserve für Betriebsstörungen verwendet.

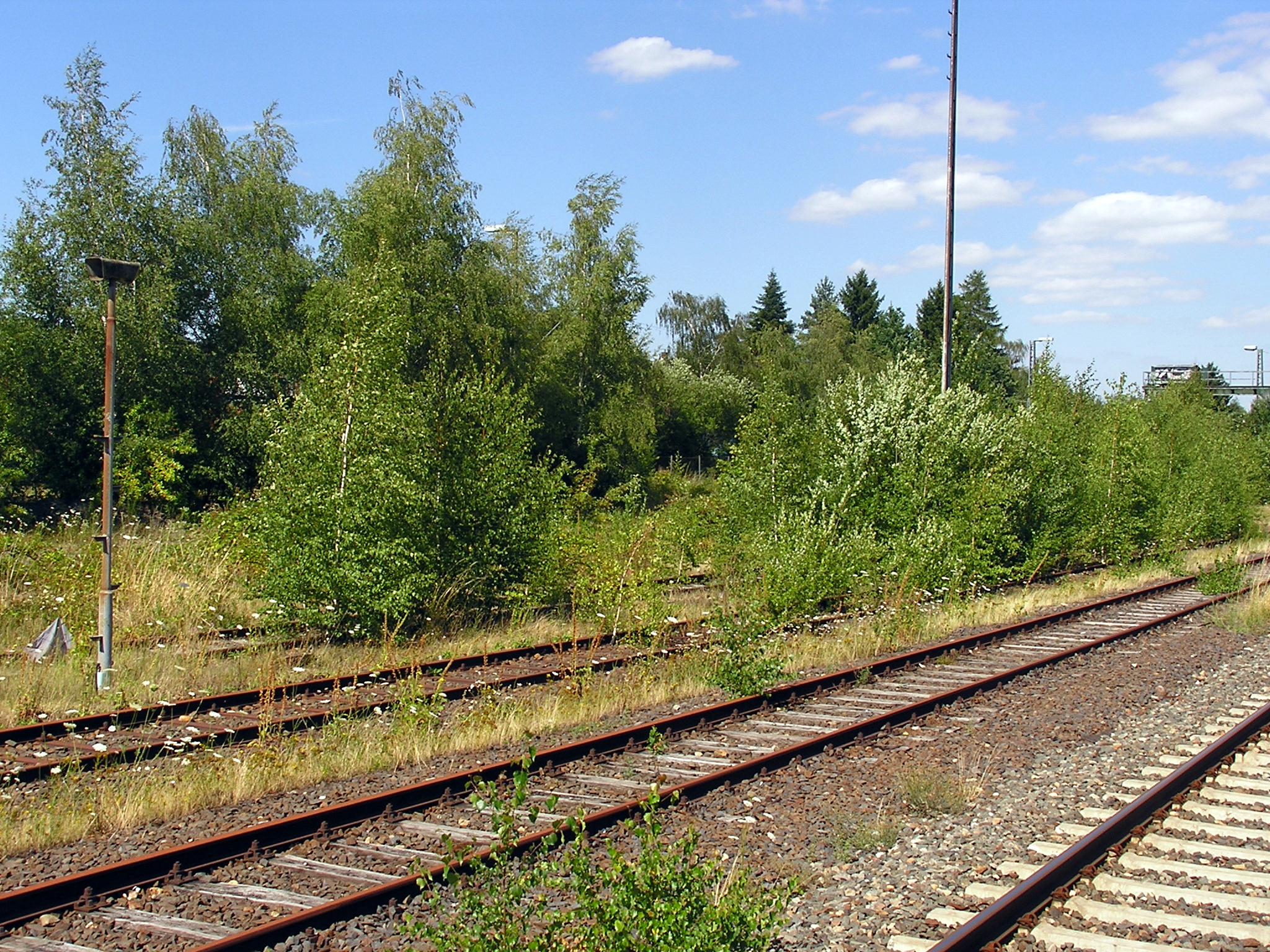
Ehemaliger Güterbereich

## Planungen
Es ist geplant, auf dem ehemaligen Güterbahnhof ein Mischgebiet mit Wohnhäusern und Gewerbe zu errichten. Dabei soll die gesamte Verkehrsführung um den Bahnhof angepasst werden. An der Bahnstrecke soll ein Parkhaus gebaut werden.

## Anbindung

### Schienenverkehr
In Oberursel halten die Züge der Linie S5 im Halbstundentakt, der montags bis freitags bis etwa 20:00 Uhr zu einem Viertelstundentakt verdichtet wird. Dazu kommen die durchgehenden Züge der Linie RB 15 vom und zum Frankfurter Hauptbahnhof. 
| Linie                    | Verlauf | Takt                                               | Betreiber      |
| ------------------------ | --- | -------------------------------------------------- | -------------- |
| S5                       | Friedrichsdorf (Taunus) – Seulberg – Bad Homburg – Oberursel (Taunus) – Oberursel-Stierstadt – Oberursel-Weißkirchen/Steinbach – Frankfurt-Rödelheim – Frankfurt (Main) West – Frankfurt am Main Messe – Frankfurt (Main) Galluswarte – Frankfurt (Main) Hbf tief – Frankfurt (Main) Taunusanlage – Frankfurt (Main) Hauptwache – Frankfurt (Main) Konstablerwache – Frankfurt (Main) Ostendstraße – Frankfurt (Main) Lokalbahnhof – Frankfurt (Main) Süd | 30 min 15 min (Bad Homburg–Frankfurt Süd werktags) | DB Regio Mitte |
| RB 15                    | Frankfurt (Main) Hbf – Frankfurt-Rödelheim – Oberursel (Taunus) – Bad Homburg – Seulberg – Friedrichsdorf (Taunus) – Köppern – Saalburg (Taunus) – Wehrheim – Neu-Anspach – Hausen (Taunus) – Usingen – Wilhelmsdorf (Taunus) – Hundstadt – Grävenwiesbach – Hasselborn – Brandoberndorf Stand: Fahrplanwechsel Dezember 2022 | 60 min (nur HVZ)                                   | start          |
| Stand: 15. Dezember 2024 | |                                                    |                |

#### U-Bahn
Die U3 bedient den Oberurseler Bahnhof werktags alle 15 Minuten, abends und sonntags alle 30 Minuten.
| Linie                    | Verlauf | Takt                                       | Betreiber |
| ------------------------ | --- | ------------------------------------------ | --------- |
| S3                       | Südbahnhof – Schweizer Platz – Willy-Brandt-Platz – Hauptwache – Eschenheimer Tor – Grüneburgweg – Holzhausenstraße – Miquel-/Adickesallee – Dornbusch – Fritz-Tarnow-Straße – Hügelstraße – Lindenbaum – Weißer Stein – Heddernheim – Zeilweg – Wiesenau – Niederursel – Weißkirchen Ost – Bommersheim – Oberursel Bahnhof – Oberursel Stadtmitte – Oberursel Altstadt – Oberstedter Straße – Glöcknerwiese – Kupferhammer – Rosengärtchen – Waldlust – Oberursel-Hohemark | 15 min (werktags) 30 min (sonn-/feiertags) | VGF       |
| Stand: 15. Dezember 2024 | |                                            |           |

### Busverkehr
Am Oberurseler Bahnhof halten vier Regionalbuslinien (davon zwei Schnellbus-Linien), drei Stadtbuslinien sowie vier Nachtbuslinien (davon eine überregionale Überland-Nachtbuslinie), welche den Bahnhof mit allen Oberurseler Stadtteilen sowie den umliegenden Städten und Gemeinden des Hochtaunuskreises verbinden.